# Людвиг, Кристиан Готтлиб
Кристиан Готтлиб Людвиг (нем. Christian Gottlieb Ludwig, 30 апреля 1709 — 7 мая 1773) — немецкий ботаник, врач, профессор медицины, один из ранних оппонентов Карла Линнея.

## Биография
Кристиан Готтлиб Людвиг родился в городе Бжег 30 апреля 1709 года. Его отец был сапожником и жил в стеснённых обстоятельствах.
С юности Людвиг имел непреодолимую склонность к изучению природы, он преодолел все трудности и изучал в Лейпциге и Бжеге медицину и естественные науки. Однако стипендия, на которую он надеялся, не была продлена, и из-за крайней бедности Людвиг был вынужден прервать своё обучение незадолго до его официального завершения. С радостью он занял должность ботаника в экспедиции в Африку, которая финансировалась королём.
После возвращения из экспедиции в 1733 году Людвиг закончил своё медицинское образование в Лейпциге. В 1736 году он был магистром и читал лекции в университете. В 1737 году он был врачом, а в 1740 году — профессором медицины.
Людвиг вёл оживлённую переписку с выдающимся шведским учёным Карлом Линнеем. Его переписка с Карлом Линнеем продолжалась с 9 ноября 1736 года до 10 июня 1761 года. Людвиг критиковал Линнея за его половую систему классификации растений и занимался разработкой своей системы, в которой пытался соединить системы Линнея и Ривинуса
Кристиан Готтлиб Людвиг умер в Лейпциге 7 мая 1773 года.

## Научная деятельность
Кристиан Готтлиб Людвиг специализировался на папоротниковидных, Мохообразных, водорослях и семенных растениях.

## Научные работы
- De vegetatione plantarum marinarum (1736).
- De sexu plantarum (Dissertation, 1737); Lipsiae: Ex officina Langenhemiana.
- De deglutitione naturali et praeposterea… Leipzig, 1737 (Dissertation unter Augustin Friedrich Walther).
- Definitiones plantarum in usum auditorum. Leipzig, 1737.
- Institvtiones historico-physicae regni vegetabilis in usum auditorum adornatae… Leipzig, Johann Gottlieb Gleditsch, 1742.
- Institutiones medicinae clinicae praelectionibus academicis accomodatae (1758).
- De lumbricis intestina perforantibus (1761).
- Ectypa vegetabilium (1760—1764); (ein bekanntes Werk mit Naturselbstdruck-Abbildungen).
- Adversaria medico-practica (3 Bände 1769—1773).
- Commentarii de rebus in scientia naturali et medicina gestis (Zeitschrift 1752—1806, Mitgründer).

## Почести
Карл Линней назвал в его честь род растений Ludwigia.